# Venus från Hohle Fels

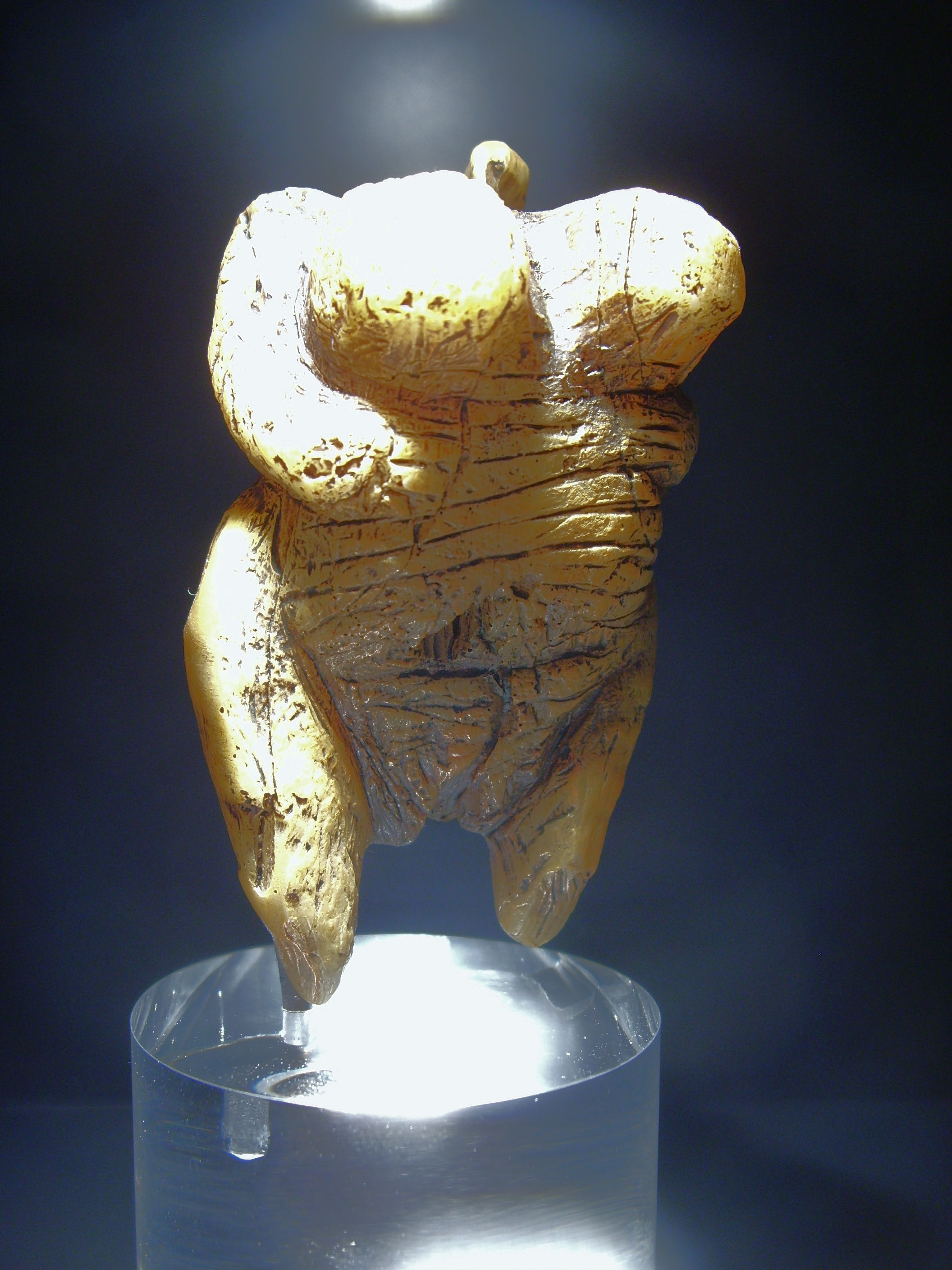

Venus från Hohle Fels, också känd som Venus från Schelklingen, är en venusfigurin, utskuren ur en mammutbete.
Venus från Hohle Fels är sex centimeter hög och hittades i en grotta i Schwabiska alperna 2008. Den har daterats till att vara mellan 35 000 och 40 000 år gammal, vilket gör den till den äldsta funna venusfigurinen och jämngammal med de första Cro Magnonmänniskorna.

## Fyndplats
Venus från Hohle Fels hittades vid utgrävningar i september 2008 i Hohle Fels-grottan nära staden Schelklingen i de schwabiska alperna i delstaten Baden-Würtemberg i Tyskland. Fyndet, som gjordes av ett forskarlag från Eberhard-Karls-Universitetet i Tübingen under ledning av arkeologiprofessorn Nicholas Conard, offentliggjordes i tidskriften Nature i maj 2009. I de schwabiska alperna finns många grottor med föremål tillverkade av ben från den ullhåriga mammuten. Denna venusfigurin är det hittills äldsta fyndet från paleolitisk tid och visar att konstföremål kunde tillverkas under hela aurignacienkulturen. 

## Beskrivning
Kvinnofiguren är 59,7 mm lång, 34,6 mm bred och väger 33,3 gram. Den har breda skuldror, framträdande byst och ett förstorat och omsorgsfullt utformat stjärtparti samt könsorgan och mer betonade detaljer än i senare venusfiguriner. Den huvudlösa skulpturen har två korta armar med utsnidade händer som vilar på kroppen. En del av den vänstra armen och den vänstra skuldran är av. Benen är korta, spetsiga och asymmetriska, och det vänstra benet är kortare än det högra. I stället för huvud finns en knopp ovanför den vänstra skuldran, vilket kan tyda på att figuren burits runt halsen.